# 提兰语
提兰语（Tinani、Tinan）是一种汉藏语言，在西藏西部和克什米尔地区使用。是拉胡尔和斯皮提县（Lahaul and Spiti）下钱德拉（lower Chandra）、蒂南（Tinan）、朗格洛伊山谷（Rangloi valleys）居民使用的语言（据民族语）。贡德拉（Gondhla）是主要使用村庄。